# 鍾健平
鍾健平（英語：Max Chung，1980年—），出生於香港，祖籍廣東深圳，香港社會運動人士，曾經是「港人自決、藍色起義」召集人。2019年7月，鍾健平在接受媒體訪問時，表示該組織已經解散，現時自己也不支持港獨。

## 生平
2013年3月1日，鍾健平與其他5位「我哋係香港人，唔係中國人」組織成員因為與張漢賢想法相違背，並稱張漢賢在組織內與不少群組成員有錢銀瓜葛，對張漢賢缺乏信心所以決定退出群組。

## 參與社運

### 七一遊行
2013年七一遊行，「港人自決藍色起義」成員鍾健平和陳梓進，以及獨立音樂人黃俊珏，被指在防線前拉扯鐵馬及衝擊警方封鎖線。三人被裁定「非法集結」罪成，被判履行社會服務令80小時。
原審時，裁判官曾下令控方披露警方行動指令的內容，但因控方拒絕，裁判官最終容許控方只須交出刪減了部份內容的版本。三人提出上訴，質疑裁判官的做法。 高等法院法官張慧玲其後駁回三人上訴，裁定被刪減的內容與案件無關。法官亦認為，即使被刪去的部分與案件有關，由於涉及公眾利益，控方仍不應向被告披露相關內容。

### 光復元朗
2019年7月21日，元朗發生白衣人襲擊民眾事件。鍾健平向警方作出申請，表示有意在7月27日於元朗遊行，惟被警方發出反對通知書。鍾健平就警方決定提出上訴，惟上訴遭到駁回。
警方反對遊行的申請後，鍾健平見記者時表示，即使週六只有他一人，他仍會「獨自一人」沿原定路線行走，相信一人行出來並不是「遊行」，而是「個人活動」。他同時表示，不會呼籲其他人加入當天的遊行。
原定遊行當天，大批反修例示威者在下午自發到元朗繼續遊行，不滿警察在上星期日對元朗恐襲坐視不理。超過一萬人在元朗遊行，一度佔據元朗大馬路。警察在下午五點十五分多次發放催淚彈驅散示威者，曾射中在場記者和附近老人院的簷蓬。鍾健平在晚上見記者，表示按街道面積作估算，共有28萬8千人到元朗「行街」，又感謝市民無懼7.21的元朗恐襲，今日仍然前來元朗。
截至翌日 (7月28日) 早上，遊行導致24名傷者送院，其中6人留醫，2人情況嚴重。同日，鍾健平出席香港電台《城市論壇》節目，其後被警方以「組織未經批准集結」為由拘捕。鍾健平因背部傷患，曾被送到那打素醫院羈留病房留醫，但情況穩定。鍾健平在7月29日獲准以1000元保釋，於醫院獲釋。
8月29日下午，鍾健平就案件到大埔警署報到後，在離開警署時被四名南亞裔男子以鐵通及雨遮襲擊，同場的一名記者亦同時受襲。
時隔兩年，鍾健平在2021年8月再被拘捕，被控一項組織未經批准集結罪，以及一項明知地參與未經批准集結罪，違反《公安條例》。主任裁判官蘇文隆拒絕鍾健平的保釋申請，他需要還押候審。案件其後獲轉介到區域法院。

## 外部連結
- . Facebook.   [2013-02-08]. （原始内容存档于2014-11-27）.
- . Facebook.   [2013-04-01]. （原始内容存档于2019-09-02）.